# Agustín Rubio Vela
Agustín Rubio Vela (Adra, 1949) es un historiador español especializado en el estudio de la ciudad de Valencia y su reino durante la Baja Edad Media.
Licenciado en Filosofía y Letras por la Universidad de Valencia, ha compaginado su labor de investigación con la docencia como profesor de Secundaria de Geografía e Historia, impartiendo clases durante sus últimos años en el Instituto de Educación Secundaria "Cid Campeador" de Valencia donde se jubiló, aunque ha continuado publicando artículos, libros y colaboraciones en obras colectivas. Su trabajo más reciente (de 2021) ha versado sobre el notario y archivero del siglo XV Jaume Desplà.
En 1986 el Instituto de Estudios Catalanes le concedió el premio “Enric de Larratea” y tres años después fue elegido consejero de número de la Institució Valenciana d’Estudis i Investigació. El historiador y profesor de la Universidad Pompeu Fabra Vicent Baydal ha escrito que «la importantísima obra del historiador de Almería —valenciano de adopción— Agustín Rubio Vela sobre la conciencia colectiva valenciana durante la edad media: El patriciat i la nació. Sobre el particularisme dels valencians en el segles XIV i XV [publicada en 2012], es, en cierta forma, la culminación de una larga carrera investigadora dedicada a vaciar de manera intensiva los principales fondos del Archivo Municipal de Valencia, una buena muestra de los cuales ya los dio a conocer en los dos volúmenes del Epistolari de la València medieval».

## Obras
Además de numerosos artículos publicados en revistas académicas especializadas y de colaboraciones en obras colectivas Agustín Rubio Vela ha publicado los siguientes libros:
- Peste negra, crisis y comportamientos sociales en la España del siglo XIV. La ciudad de Valencia, 1348-1401 (1980)
- Pobreza, enfermedad y asistencia hospitalaria en la Valencia del siglo XIV (1984)
- El procés de Sueca. La mala vida en una comunitat rural del Trescents (1988)
- Medical Licensing and Learning in Fourteenth-Century Valencia (en colaboración con L. García Ballester y M. McVaugh, 1989)
- L'escrivania municipal de València als segles XIV i XV: Burocràcia, política i cultura (1995)
- Antroponímia valenciana del segle XIV. Nòmines de la ciutat de València, 1368-69 i 1373 (en colaboración con Mateu Rodrigo, 1997)
- Beneficencia y hospitalidad en la ciudad de Valencia durante la Baja Edad Media según las fuentes archivísticas (1997)
- Alfons de Borja y la ciudad de Valencia (1998)
- Epistolari de la València medieval (1998 y 2003)
- Joanot Martorell y el condado de Dénia. Una clave en el "Tirant" (2010)
- La institución y el edificio de la Almoina de Valencia (en colaboración con José Vioque Hellín, 2010)
- El patriciat i la nació. Sobre el particularisme dels valencians en el segles XIV i XV. 2 vols. (2012)[3]
- Valencia, el príncipe de Viana y Juan II. Un patriciado ante la crisis política de la monarquía, 1460-1461 (2016)
- Joan Aguilar, escrivà de la sala de la ciudad de Valencia (1423-1425). Voluntad de estilo en las misivas municipales (2017)
- Los Castellví en la Baja Edad Media valenciana. Generaciones y semblanzas de un linaje (2020)